# Lubycza Królewska
Lubycza Królewska è un comune rurale polacco del distretto di Tomaszów Lubelski, nel voivodato di Lublino.
Ricopre una superficie di 208,9 km² e nel 2007 contava 6 692 abitanti.